# Mario Pescante
Mario Pescante (Avezzano, 7 de julio de 1938) es un empresario, dirigente deportivo y político italiano. Actualmente ocupa el cargo de vicepresidente del COI.

## Biografía
En su juventud fue atleta, especialmente en media distancia. Comenzó su carrera como dirigente deportivo en la universidad y fue nombrado Secretario General del CONI en 1973. Fue jefe de misión de la escuadra italiana durante cinco Juegos Olímpicos de Verano y siete Juegos Olímpicos de Invierno. En 1993 fue elegido presidente del CONI y permaneció en ese cargo hasta su renuncia el 13 de octubre de 1998 tras el escándalo de dopaje del laboratorio de Acqua Acetosa.
Fundador de la Academia Olímpica Nacional, es miembro del COI desde 1994 y fue vicepresidente de la Asociación de Comités Olímpicos Europeos de 2001 a 2006. Es el autor de varias publicaciones sobre los Juegos Olímpicos, la ley de deporte, la legislación regional, el deporte en las escuelas, y además enseña derecho deportivo en la Universidad LUISS en Roma. Como miembro del COI, el 13 de julio de 2001 fue uno de los 56 votantes de la candidatura de Pekín a los Juegos Olímpicos de 2008. Fue comisionado especial para los Juegos Olímpicos de Invierno en Turín 2006 y para los Juegos Mediterráneos de Pescara en 2009. El 9 de octubre de 2009 fue elegido vicepresidente del COI.
En febrero de 2011, fue elegido para encabezar la candidatura de Roma para los Juegos Olímpicos de Verano de 2020, sin embargo, la candidatura se retiró debido a la falta de apoyo del gobierno.
Como político trabajó como subsecretario para el patrimonio cultural, con especial responsabilidad sobre el deporte, en el gobierno de Berlusconi I (2001-05) y Berlusconi II (2005-06). Al comienzo de la XIV legislatura (2001) fue elegido diputado por Forza Italia y fue confirmado en las elecciones de 2006 y 2008. Actualmente ocupa el cargo de Presidente de la Comisión de la Unión Europea política de la Cámara de Diputados.